# تویگا سمنت
تویگا سمنت (انگلیسی: Twiga Cement) شرکت مصالح ساختمانی تانزانیایی است، که در سال ۱۹۶۶ تأسیس شد.